# Diaea semilutea
Diaea semilutea es una especie de araña cangrejo del género Diaea, familia Thomisidae. Fue descrita científicamente por Simon en 1903.

## Distribución
Esta especie se encuentra en Guinea Ecuatorial.